# Vývojka

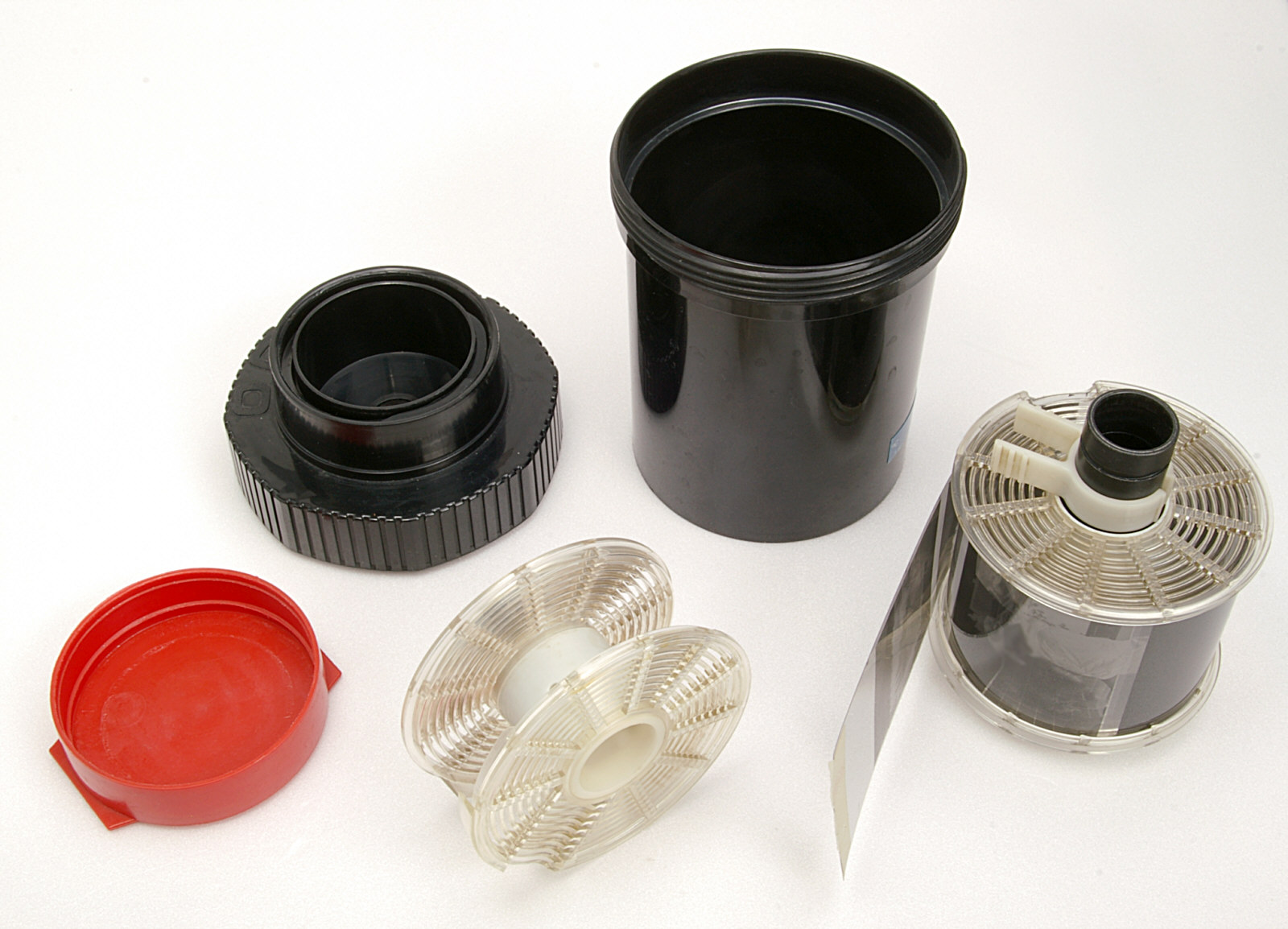
Vyvolávání filmu probíhá ve vývojnici s vývojkou pro negativní proces

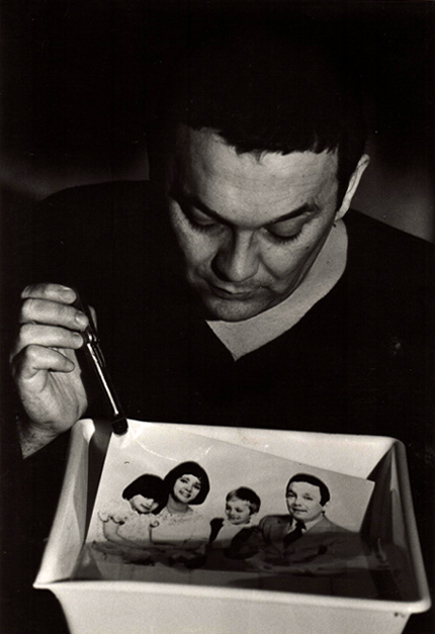
Pro konečný obraz na papíru se používá pozitivní vývojka

Vývojka je vodní roztok chemických sloučenin, sloužící ke zviditelnění latentního obrazu, zaznamenaného na světlocitlivou vrstvu fotografických desek, filmů a papírů. Chemicky vývojka zajišťuje redukci bezbarvých halogenidů stříbra na viditelný černý kov. Po použití vývojky obvykle musí následovat přerušení procesu vyvolávání přerušovací lázní a vymytí zbylých stříbrných solí ustalovačem.
Obvykle je materiál zpracováván postupem vývojka-přerušovač-ustalovač. Pro některé barevné a především pak inverzní procesy může být před konečným ustálením aplikováno postupně několik vývojek a přerušovačů.
Podle požadavků na vyvolání (zvláště na gradaci, zvýšení citlivosti a zrno) lze volit mnoho druhů vývojek. Silně zásadité vývojky obvykle mají velkou gradaci (jsou označovány jako tvrdé), méně alkalické vývojky způsobují měkké (méně kontrastní) podání obrazu.
Modernější fotografické procesy vyžadují své vlastní vývojky, určené speciálně pro ně.

## Chemické složení vývojky
Konkrétních receptur na vývojky existují minimálně desítky. Obecně se ale vývojka skládá z těchto složek:
- Voda – hlavní složka, v níž jsou ostatní chemikálie rozpuštěny. Obvykle destilovaná, nebo alespoň převařená.

- Vyvolávací činidlo – chemikálie, která zajišťuje změnu latentního obrazu na viditelný obraz – obvykle tak, že osvětlený halogenid stříbra převede na kovové stříbro. Příklady: metol, hydrochinon, fenidon, glycin, amidol

- Alkálie – zesiluje účinek vyvolávacího činidla. Příklady: uhličitan sodný, uhličitan draselný, hydroxid sodný, hydroxid draselný

Kromě výše uvedených základních složek obvykle vývojka obsahuje také:
- Konzervační činidlo – zabraňuje oxidaci roztoku chemikálií a tak prodlužuje životnost vývojky. Příklad:siřičitan sodný, který však plní i další funkce.
- Zpomalující činidlo – zpomaluje reakci a zabraňuje vzniku závoje – například bromid draselný
- Regulátory – látky, které zajišťují chemickou stálost (obvykle slabé kyseliny nebo zásady) Příklad: Borax + kyselina boritá

## Alternativní vývojky
Od devadesátých let se objevují alternativní způsoby vyvolávání, jejichž cílem je nahradit škodlivé látky používané jako vyvolávací činidlo (zvláště hydrochinon) jinými, k lidskému zdraví i životnímu prostředí šetrnějšími látkami. V roce 1995 použil Scott A. Williams z Rochester Institute of Technology k vyvolávání filmu kávu v rámci dílny, která měla prozkoumat možnosti využít běžné domácí prostředky k přípravě vývojek. V původním receptu byl mimo kávu ještě použit hydroxid draselný a jedlá soda. Zhruba od roku 2000 se používá odlišný postup, využívající kyselinu askorbovou a prací sodu. Postup dostal název Caffenol. Tyto alternativní metody iniciovaly širší experimentování především s přírodninami, jež obsahují fenoly, které lze použít jako vyvolávací činidlo, a dnes existuje velké množství různých receptů a přístupů využívajících k vyvolávání rostliny, zbytky jídla nebo i odpadky. Existují i průmyslově vyráběné vývojky šetrnější k životnímu prostředí využívající kyselinu askorbovou, jako je XTOL (Kodak) nebo XT-3 (Adox).